# 11854 Людвігрічтер
11854 Людвігрічтер (11854 Ludwigrichter) — астероїд головного поясу, відкритий 8 вересня 1988 року.
Тіссеранів параметр щодо Юпітера — 3,508.